# Beltrán de la Cueva
Beltrán de la Cueva y Alfonso de Mercado (né à Ubeda en 1435 - mort à Cuellar le 1er novembre 1492) est un noble, politicien et militaire castillan, considéré comme l'un des plus influents de son temps, fidèle du roi Henri IV de Castille.
Fils de Diego Fernández de la Cueva régisseur à Ubeda, vicomte de Huelma et de Mayor Alfonso de Mercado, Beltrán de la Cueva est issu d'une famille de petite noblesse, introduite dans la cour du roi.
Cette famille obtiendra le comté de Ledesma, le comté de Huelma et le duché d'Alburquerque, devenant ainsi une des familles aristocratiques les plus importantes de l'Espagne.

## Famille
Marié en premières noces en 1462 à Guadalajara avec Mencía de Mendoza y Luna, fille de Diego Hurtado de Mendoza y Suárez de Figueroa, marquis de Santillana, premier duc d'Infantado. Ils eurent pour enfants :
1. Francisco Fernández de la Cueva y Mendoza : successeur de son père.
2. Antonio de la Cueva y Mendoza : marquis de Ladrada.
3. Íñigo de la Cueva y Mendoza : ecclésiastique puis militaire, marié avec Ana de la Cueva y Mendoza.
4. Brianda de la Cueva y Luna : mariée avec Fernando Gómez Dávila, seigneur de Navamorcuende, Villatoro et Cardiel.
5. Mayor de la Cueva y Mendoza : mariée avec Pedro de Navarra y Lacarra.
6. Mencía de la Cueva y Mendoza.

Marié en secondes noces en 1476 avec Mencía Enríquez de Toledo, fille de García Álvarez de Toledo y Carrillo, premier duc d'Alba de Tormes, et de María Enríquez. Ils eurent pour enfant :
1. García de la Cueva y Toledo.

Marié en troisièmes noces en 1482 à Cuéllar, avec María de Velasco y Mendoza, veuve de Juan Pacheco, et fille de Pedro Fernández de Velasco y Manrique de Lara. Ils eurent pour enfants :
1. Cristóbal de la Cueva y Velasco : seigneur de Roa, marié avec Leonor de Velasco y Carrillo, comtesse de Siruela.
2. Pedro de la Cueva y Velasco : seigneur de Torregalindo.

Il eut aussi un fils naturel avec doña Beatriz de Santiago, femme de Santiago de Palencia, maire de la ville :
1. Juan de la Cueva y Santiago: seigneur de La Canaleja (Jerez de la Frontera) et Marquis de Santa Lucía de Conchán (Pérou).

Selon les généalogistes nobiliaires portugais, il eut aussi un fils illégitime avec une inconnue :
1. Manuel Beltrán (Manuel Beltrão en portugais) : marié avec Francisca da Mota (Portugaise)[3]

## Distinctions
- Grand Maître de l'Ordre de Santiago.